# Digonocryptus inermis
Digonocryptus inermis là một loài tò vò trong họ Ichneumonidae.